# John Ward Stimson
John Ward Stimson est un Peintre, Illustrateur, Enseignant, Ecrivain et Conférencier Américain.

## Formation Artistique
Diplômé de Yale en 1872, il rentre à l'École des Beaux-Arts de Paris le 16 mars 1875 où il est l'élève de Louis Jacquesson de la Chevreuse et sera aussi formé par Alexandre Cabanel. À l'issue de cette école, il reçoit une médaille pour ses compétences. Durant ces années parisiennes il est domicilié au 17 rue Racine dans le 5eme arrondissement à Paris.  
Il étudie ensuite en Italie pendant six ans, puis en Belgique, aux Pays-Bas, et en Angleterre. 

## Retour aux Etats-Unis d'Amérique
De retour à New York au début des années 1880, M. Stimson combine ses activités de peintre avec des illustrations pour des magazines. Il donne des conférences sur l'art pendant un an à l'Université de Princeton. Il dirige ensuite l'école d'art du Metropolitan Museum of Art de New York pendant quatre ans.
Durant ces quatre années, M. Stimson porta le nombre d'élèves de trente à près de quatre cents, avec dix-sept classes. Suite à des divergences avec les administrateurs, qui manifestaient le désir de restreindre son pouvoir, il démissionna.
En février 1888, il annonça son désir de fonder une université new-yorkaise pour les artistes artisans, et son projet reçut un soutien substantiel de la part des New-Yorkais. Dans cette même année il fonde l'Artist-Artisan Institute de New York, dont il est le directeur pendant douze ans. Entre-temps, M. Stimson poursuivit son œuvre artistique et participa à diverses expositions.
Dans la même pèriode il devient également directeur de l'Art and Science Institution de Trenton. 
Dans les années 1890, il est chargé de cours et instructeur à l'Art Students League de New York, rédacteur en chef adjoint de The Arena et contributeur à des expositions et revues d'art.
Vers la fin du XIXe siècle, M. Stimson contracte la tuberculose et doit vivre plusieurs années dans la régions des Adirondacks dans l'État de New York. Il recouvre une certaine santé. Vers 1910, M. Stimson s'installe à La Porte dans l'Indiana, où il devient instructeur dans une école d'art.
Il est l'auteur de The Gate Beautiful, un manuel d'art reconnu; de The Law of the Three Primaries, une autre œuvre d'art, et de Wandering Chords, un recueil de poèmes.

## Son fils
John Ward Stimson est le père de John Francis Stimson (1893-1958), anthropologue, qui a passé une grande partie de sa vie en Polynésie française et qui est l'auteur de A Dictionary of Some Tuamotuan Dialects of the Polynesian Language, paru en 1964 juste après son décès avec la collaboration de Donald Stanley Marshall.

## Œuvres
- The Law of Three Primaries (New York, 1884)
- Principles and Method in Vital-Art Education 1892
- The Gate Beautiful: Being Principles and Methods in Vital Art Education 1903
- Wondering Chords, Poems 1909

## Sources et Références
1. ↑  (en) CRob, « John Ward Stimson », 6 juin 2015 (consulté le 28 mai 2025)
2. ↑  (en) New York Times, « J.W. STIMSON DIES », Journal,‎ 15 juin 1930 (lire en ligne )
3. ↑  REG.ARTS, « Registre d’inscription à l’École des beaux-arts de Paris – 1813-1968 » (consulté le 28 mai 2025)
4. ↑  (en) Tom Miller, « The 1888 Artist-Artisan Institute Bldg », 27 septembre 2013 (consulté le 28 mai 2025)